# Троицкий (Бутурлиновский район)
Троицкий — посёлок в Бутурлиновском районе Воронежской области.
Входит в состав Карайчевского сельского поселения.

## География

### Улицы
- ул. Трудовая.

## Население
| 2010 |
| ---- |
| 9    |